# Motorola ROKR EM30
Motorola ROKR EM30 — GSM телефон компании Motorola. Бюджетная версия Motorola ROKR E8. Главным отличием от  старшей модели есть отсутствие навигационного колёсика Omega Wheel и обычная не сенсорная клавиатура, а также наличие большего числа расцветок корпуса.
Основные отличия EM30 от E8:
- Физические клавиши (у E8 сенсорная клавиатура)
- Отсутствие датчика освещенности
- Всего ~20 Мегабайт доступной пользователю внутренней памяти телефона вместо 2 Гигабайт как в E8
- Некоторые отличия в дизайне (незначительные)

В остальном оба телефона идентичны.
Работает EM30 на платформе MOTOMAGX (как и E8), основой которой является Linux (используется ядро 2.6.10 с патчами компании MontaVista и собственные патчи Motorola).
Некоторые полагают, что EM30 не является смартфоном. Компания Motorola позиционирует его как обычный телефон. На самом деле на этом телефоне существует возможность запускать нативные Linux-приложения после некоторой адаптации и перекомпиляции при помощи кросс-компилятора GCC для ARM. Однако не всем пользователям удается использовать эту возможность, поскольку необходимо провести дополнительные манипуляции с операционной системой смартфона перед использованием нативных Linux-программ.
| Общие характеристики                 | Общие характеристики |
| ------------------------------------ | --- |
| Диапазоны частот                     | GSM 850/900/1800/1900 |
| Тип корпуса                          | классический |
| Конструкция                          | кнопки |
| Антенна                              | встроенная |
| Вес                                  | 90 г |
| Размеры                              | 53x115x11 мм |
| Звонки                               | |
| Тип мелодий                          | 32-голосная полифония, MP3-мелодии |
| Число мелодий                        | 32 |
| Виброзвонок                          | есть |
| Редактор мелодий                     | есть |
| Связь                                | |
| Интерфейсы                           | USB 2.0, Bluetooth с поддержкой A2DP |
| Доступ в интернет                    | WAP 2.0, GPRS (класс 12), EDGE (класс 12), POP/SMTP-клиент, полноценный web-браузер на движке WebKit                                                                                    |
| Модем                                | есть |
| Синхронизация с компьютером          | есть |
| Сообщения                            | |
| Дополнительные функции SMS           | ввод текста со словарем (iTap), шаблоны сообщений |
| MMS                                  | есть |
| EMS                                  | есть |
| Другие функции                       | |
| Громкая связь (встроенный динамик)   | есть |
| Управление                           | голосовой набор, голосовое управление |
| Автодозвон                           | есть |
| Звуковая индикация времени разговора | есть |
| Режимы кодирования звука HR, FR, EFR | есть |
| Экран                                | |
| Тип экрана                           | цветной TFT экран, 262144 цветов |
| Размер изображения                   | 320x240 пикс. |
| Русификация                          | есть |
| Индикация                            | стоимости разговора, времени разговора |
| Мультимедийные возможности           | |
| Встроенная фотокамера                | 1600x1200 (2 млн пикс.), цифровой Zoom 8x |
| FM-радио                             | есть, с поддержкой RDS |
| Запись видеороликов                  | есть |
| Игры                                 | есть |
| Java-приложения                      | есть |
| Объём встроенной памяти              | 28 Mб |
| Тип карты памяти                     | microSD (TransFlash) |
| Питание                              | |
| Тип аккумулятора                     | Li-Ion |
| Ёмкость аккумулятора                 | 930 мАч |
| Время разговора                      | 8,5 ч. |
| Время ожидания                       | 240 ч. |
| Время заряда                         | 2,3 ч. |
| Записная книжка и органайзер         | |
| Записная книжка в аппарате           | 1000 номеров |
| Органайзер                           | будильник, калькулятор, планировщик задач |
| Дополнительная информация            | |
| Платформа                            | MOTOMAGX версии 7.1 |
| Комплектация                         | телефон, аккумулятор, зарядное устройство, карта пямяти microSD (зависит от региона), MicroUSB<->USB кабель, диск с ПО (Windows Media Player 11), проводная стереогранитура, инструкция |
| Особенности                          | Клавиатура Morphing, металлический корпус, технология CrystalTalk. |

## Похожие модели
Motorola ROKR E8